# Prorocké knihy
Termínem prorocké knihy (někdy též knihy proroků) se obvykle označuje specifická skupina starozákonních knih, jejichž autory jsou proroci nebo které obsahují výroky a činy proroků. Které knihy tam patří, závisí na té které tradici. Křesťanská tradice mezi prorocké nepočítá několik tzv. historických knih, naopak sem řadí knihu Daniel, která podle židovského dělení spadá mezi tzv. Spisy.

## Starozákonní knihy

### Židovské prorocké knihy
Židovská tradice řadí mezi prorocké knihy (נביאים‎ nevi'im) ty knihy, které podle ústního podání napsali proroci. Patří sem následující knihy:
- Kniha Jozue,
- Kniha Soudců,
- 1. a 2. kniha Samuelova,
- 1. a 2. kniha královská,
- Kniha Izajáš,
- Kniha Jeremjáš,
- Kniha Ezechiel,
- 12 proroků:
  - Kniha Ozeáš,
  - Kniha Jóel,
  - Kniha Ámos,
  - Kniha Abdijáš,
  - Kniha Jonáš,
  - Kniha Micheáš,
  - Kniha Nahum,
  - Kniha Abakuk,
  - Kniha Sofonjáš,
  - Kniha Ageus,
  - Kniha Zacharjáš,
  - Kniha Malachiáš.

### Křesťanské prorocké knihy
Čtyři „větší proroci“
- kniha Izajáš
- kniha Jeremjáš
- kniha Daniel
- kniha Ezechiel

Dvanáct „menších proroků“
- kniha Ozeáš
- kniha Jóel
- kniha Ámos
- kniha Abdijáš
- kniha Sofonjáš
- kniha Ageus
- kniha Nahum
- kniha Abakuk
- kniha Zacharjáš
- kniha Malachiáš
- kniha Jonáš
- kniha Micheáš

## Novozákonní prorocké knihy
Někdy se jako prorocké knihy označují i některé knihy Nového zákona, i když je to dělení nepřesné a spíše odráží snahu aplikovat starozákonní schéma jako obecné i na Nový zákon. V tomto případě do skupiny prorockých knih patří jen jedna kniha, a to Zjevení svatého Jana neboli tzv. Apokalypsa.